# Outlawz
Outlawz (відомі також як Outlaw Immortalz) — американський реп-гурт з Нью-Йорка і Нью-Джерсі, заснований Тупаком Шакуром наприкінці 1995 року після його виходу з в'язниці. Стали відомими після випуску кліпу на пісню «Hit 'Em Up».

## 1992–1995: Початок
1992 році Кастро, E.D.I Mean та хрещений брат Тупака Яфа «Кадафі» Фула створили реп-тріо. Вони почали читати реп під іменами Thoro Headz та Young Thugs. На той час Тупак став реп-зіркою, і вони взяли участь в його пісні «Flex», яка була на стороні B його синглу «Holler If Ya Hear Me», випущеного 4 лютого 1993 року. Наприкінці 1993 року до гурту, який змінив назву на Dramacydal, приєднався Мута «Наполеон» Біл. Після того вони з'явилися на альбомі Me Against the World в піснях «Me Against the World» і «Outlaw» вже як Dramacydal.

## 1995–1996: Outlawz
Коли Тупак був звільнений з в'язниці (це було в 1995 році; саме тоді Dramacydal поміняли назву гурту на Outlawz), він підписав Outlawz на Death Row Records, також до гурту приєднався зведений брат Тупака Мопрім Шакур і Big Syke з гурту Тупака Thug Life, які використовували псевдоніми «Komani» та «Mussolini» відповідно. Пізніше до Outlawz приєднався Hussein Fatal, і разом вони сформували оригінальний набір команди, яка дебютувала на мультиплатиновому альбомі Тупака All Eyez on Me. Вони вперше були представлені у пісні «When We Ride». Storm, представлена на All Eyez on Me як єдина жінка-учасниця, стала дев'ятим учасником гурту та почала працювати над своїм сольним альбомом під керівництвом Тупака.  
У червні 1996 року Хуссейн, Кадафі та E.D.I. були представлені у дис-треку Тупака «Hit 'Em Up». Кастро та Наполеон з'явилися в музичному відео. Під час запису All Eyez on Me та «Hit 'Em Up» Хуссейн та Кадафі познайомили Тупака зі своїм другом Руфусом Купером III. Купер, який пізніше став відомим як Young Noble, приєднався до групи та був представлений на альбомі Тупака The Don Killuminati: The 7 Day Theory, який вийшов під новим псевдонімом Тупака «Makaveli». У серпні 1996 року Nuttso (старший брат співачки Кіші Коул) став останнім офіційним членом Outlawz, який познайомився з Тупаком завдяки MC Hammer.

## 1996–2025: Події після смерті Тупака
Після вбивства Тупака, Хуссейн Фатал покинув групу та разом з Які Кадафі повернувся до Нью-Джерсі. Згодом Кадафі був убитий у листопаді 1996 року. The Outlawz також були представлені на саундтреку до фільму «Злочинні зв'язки» у 1997 році, який досяг другого місця в Billboard 200 та став двоплатиновим. Гурт підписав контракт з Death Row Records у 1997 році й залишався на лейблі до 1999 року. Вони випустили спільний з Тупаком посмертний альбом під назвою Still I Rise, який згодом отримав платиновий сертифікат і досяг 6-го місця в Billboard 200. Після виходу альбому вони створили власний лейбл Outlaw Recordz і випустили альбом Ride with Us or Collide with Us у 2000 році.
Наполеон, друг дитинства Кадафі, залишив музичну індустрію та став мотиваційним оратором після прийняття ісламу у 2001 році.
Кастро покинув гурт у 2009 році, посилаючись на розбіжності в напрямку розвитку гурту після смерті Шакура та бажання продовжити сольну кар'єру.
У 2010 році гурт возз'єднується з Hussein Fatal для запису останнього спільного альбому Perfect Timing, випустивши цифрові альбоми Killuminati 2K10 та Killuminati 2K11 для підтримки останнього альбому.
У 2015 році Хуссейн Фатал загинув в автомобільній аварії у віці 42 років. Наступного року він посмертно став одним із запрошених виконавців пісні Outlawz «So Much Pain».
Біг Сайк помер у 2016 році від природних причин у віці 48 років.
4 липня 2025 року Young Noble покінчив життя самогубством в Атланті, штат Джорджія.

## Дискографія
Студійні альбоми
- Ride wit Us or Collide wit Us (2000)
- Novakane (2001)
- Neva Surrenda (2002)
- Outlaw 4 Life: 2005 A.P. (2005)
- We Want In: The Street LP (2008)
- Perfect Timing (2011)
- Livin' Legendz (2016)
- #LastOnezLeft (2017)
- One Nation (2021)

Спільні альбоми
- Still I Rise (з 2Pac) (1999)

Цифрові альбоми
- Retribution: The Lost Album (2006)
- Can't Sell Dope Forever (c Dead Prez) (2006)
- The Lost Songs Volume One (2010)
- The Lost Songs Volume Two (2010)
- The Lost Songs Volume Three (2010)
- Killuminati 2K10 (2010)
- Killuminati 2K11 (2011)